# رمضان صبحي
رمضان صبحي أحمد  (ولد في 23 يناير 1997)، لاعب كرة قدم مصري محترف، يلعب في مركز الجناح مع نادي بيراميدز ومنتخب مصر الوطني.
بدأ مسيرته مع النادي الأهلي، لعب لأول مرة في فبراير 2014. وأثبت نفسه في الفريق الأول في ستاد القاهرة الدولي وساعد الأهلي على الفوز بالدوري المصري الممتاز في مواسم 2013-14 و2015-16. جذب أداؤه اهتمام الأندية الأوروبية وفي يوليو 2016 انضم إلى الفريق الإنجليزي ستوك سيتي مقابل 5 ملايين جنيه استرليني. أمضى موسمين مع ستوك سيتي قبل أن ينضم إلى هدرسفيلد تاون في يونيو 2018.

## المسيرة مع النادي

### الأهلي
بعد التقدم من خلال صفوف الشباب في النادي الأهلي، ظهر صبحي لأول مرة في سن 16 في 6 شباط / فبراير 2014 في مباراة من الدوري المصري الممتاز 2013-14 ضد غزل المحلة تحت إدارة محمد يوسف. في نيسان / أبريل 2014 شارك في بطولة الشيخ زايد الودية في الإمارات العربية المتحدة مع فريق الأهلي-تحت 17 عام، وجذب اهتمام النادي الإسباني أتلتيكو مدريد. في 16 حزيران/يونيو 2014، سجل أول هدف له مع الأهلي في الفوز 3-0 على مصر للمقاصة. في 28 يونيو / حزيران 2014 بدأ أساسيا في مباراة حاسمة ضد غريمه الزمالك وساعد فريقه على الفوز 1-0. في 2 يوليو / تموز سجل هدفين ضد بتروجيت لتأمين فوز بنتيجة 4-0 لصالح الأهلي وفاز الفريق بلقب الدوري. في آذار / مارس 2015، قام صبحي بتوقيع عقد طويل الأجل مع الأهلي.
ساعد صبحي الأهلي على الفوز بكأس السوبر المصري 2014 ضد الزمالك. أصبح مشاركا منتظما تحت إدارة خوان غاريدو وجذب أداؤه في 2014-15 اهتمام الأندية الأوروبية بما في ذلك أرسنال، RB لايبزيغ، روما، سامبدوريا وأودينيزي. وسجل في وقت متأخر هدف التعادل ضد النادي المصري في 10 كانون الثاني / يناير 2015 في اللقاء الأول بين الناديين منذ أحداث شغب استاد بورسعيد 2012. جذب صبحي اهتماما دوليا بعد أن وقف على الكرة في الفوز 2-0 ضد الزمالك في 21 يوليو / تموز 2015، والذي تسبب في ركل حازم إمام لصبحي وتعرض إمام للطرد. أنهى الأهلي موسم 2014-15 في المركز الثاني خلف غريمه التقليدي الزمالك.
صبحي تسبب في جدل في كأس السوبر المصري 2015 ضد الزمالك عندما كرر وقفه على الكرة مما أغضب لاعبي الزمالك. حقق الأهلي الفوز في المباراة 3-2 واعتذر في وقت لاحق عن الحركة الاستعراضية. تم طرد صبحي للمرة الأولى في مسيرته في 15 نيسان / أبريل 2016 في مباراة ضد إنبي، بسبب جدال مع لاعب لإنبي في فترة ما بين الشوطين. لعب صبحي في 28 مباراة في الدوري مع الأهلي في 2015-16 تحت قيادة مارتن يول وفاز فريقه بلقب دوري آخر.

### ستوك سيتي
وقع صبحي مع فريق الدوري الإنجليزي الممتاز ستوك سيتي في 25 تموز / يوليو 2016 مقابل رسوم قدرها 5 ملايين جنيه استرليني. لعب أول مباراة في الدوري الممتاز لصالح فريقه ستوك سيتي في 20 آب / أغسطس 2016 ضد مانشستر سيتي. قدم أول صناعة لهدف لصالح ستوك في 31 تشرين الأول / أكتوبر 2016 في الفوز 3-1 ضد سوانزي سيتي، حيث اصطدمت كرته العرضية بألفي ماوسون ليسجل هدفا في مرماه. كانت أول مشاركة أساسية له في الدوري الممتاز في المباراة المقبلة ضد وست هام يونايتد، ليصبح أول مراهق يبدأ مباراة أساسيا في الدوري لصالح ستوك منذ تسع سنوات. بعد عودته من كأس الأمم الأفريقية 2017، أثار أداء صبحي الإعجاب في المباراتين اللتين لعبهما على أرضه وجمهوره وانتهيتا بالفوز على كريستال بالاس وميدلزبره. لعب صبحي 19 مباراة في 2016-17، وأنهى ستوك الموسم في المركز 13.
قبل بدء موسم 2017-18، قام صبحي بتوقيع عقد مدته خمس سنوات مع ستوك سيتي. وسجل أول هدف له مع ستوك في 23 آب / أغسطس عام 2017 في الفوز بنتيجة 4-0 في كأس الرابطة الإنجليزية على روتشديل. وسجل أول هدف في الدوري الممتاز في 23 كانون الأول / ديسمبر 2017 في الفوز 3-1 ضد وست بروميتش البيون. لحق هذا الهدف هدف آخر ضد هدرسفيلد تاون في مباراة انتهت بنتيجة 1-1. لعب صبحي 27 مباراة في 2017-18، وعانى ستوك من الهبوط إلى دوري البطولة الإنجليزية

### هدرسفيلد تاون؟
انضم صبحي إلى هدرسفيلد تاون في 12 يونيو / حزيران 2018، ووقع عقدا لثلاث سنوات مقابل رسوم قدرها 5.7 مليون جنيه استرليني. ثم انتقل مرة أخرى الي النادي الاهلي علي سبيل الإعارة لمدة 6 أشهر

## مع المنتخب
انضم رمضان صبحي لمنتخب مصر الأول في عام 2015 وحجز مكانه في التشكيلة الأساسية له وأحرز له الهدف الذي أدى إلى تأهله إلى كأس الأمم الإفريقية 2017.

## إحصائيات
طبقا لآخر مباراة لعبها في 17 مارس 2018
| النادي        | الموسم        | الدوري                | الدوري | الدوري | الكأس | الكأس | كأس السوبر | كأس السوبر | أخرى | أخرى | المجموع | المجموع |
| النادي        | الموسم        | القسم                 | شارك   | سجل    | شارك  | سجل   | شارك       | سجل        | شارك | سجل  | شارك    | سجل     |
| ------------- | ------------- | --------------------- | ------ | ------ | ----- | ----- | ---------- | ---------- | ---- | ---- | ------- | ------- |
| النادي الأهلي | 2013–14       | الدوري المصري الممتاز | 3      | 1      | 0     | 0     | —          | —          | 3    | 2    | 6       | 3       |
| النادي الأهلي | 2014–15       | الدوري المصري الممتاز | 24     | 5      | 4     | 3     | —          | —          | 3    | 0    | 31      | 8       |
| النادي الأهلي | 2015–16       | الدوري المصري الممتاز | 28     | 5      | 0     | 0     | —          | —          | 6    | 1    | 34      | 6       |
| النادي الأهلي | المجموع       | المجموع               | 55     | 11     | 4     | 3     | —          | —          | 12   | 3    | 71      | 17      |
| ستوك سيتي     | 2016–17       | الدوري الإنجليزي      | 17     | 0      | 0     | 0     | 2          | 0          | —    | —    | 19      | 0       |
| ستوك سيتي     | 2017–18       | الدوري الإنجليزي      | 19     | 2      | 1     | 0     | 2          | 1          | —    | —    | 22      | 3       |
| ستوك سيتي     | المجموع       | المجموع               | 36     | 2      | 1     | 0     | 4          | 1          | —    | —    | 41      | 3       |
| المجموع الكلي | المجموع الكلي | المجموع الكلي         | 91     | 13     | 5     | 3     | 4          | 1          | 12   | 3    | 112     | 20      |
| هدرسفيلد تاون | 2018–19       | الدوري الإنجليزي      | 4      | 0      | 0     | 0     | 0          | 0          | —    | —    | 4       | 0       |
| المجموع الكلى | المجموع الكلى | المجموع الكلى         | 100    | 13     | 5     | 3     | 4          | 1          | 12   | 3    | 121     | 20      |

صفحة رمضان صبحي على موقع بطولات.

### إحصائيات دولية
آخر تحديث .
| الفريق الوطنى | عام      | النتيجة | الإهداف |
| ------------- | -------- | ------- | ------- |
| منتخب مصر     |          |         |         |
| 2015          | 2        | 0       |         |
| 2016          | 8        | 1       |         |
| 2017          | 9        | 0       |         |
| الإجمالى      | الإجمالى | 19      | 1       |

### الأهداف الدولية
.
| رقم. | التاريخ      | مكان                            | شارك | المنافسة | الاهداف | النتيجة | المنافسة                 | سجل    |
| ---- | ------------ | ------------------------------- | ---- | -------- | ------- | ------- | ------------------------ | ------ |
| 1    | 29 مارس 2016 | ملعب برج العرب، الإسكندرية، مصر | 6    | نيجيريا  | 1–0     | 1–0     | كأس الإمم الإفريقية 2017 | [ 43 ] |

## ألقاب

### مع الأهلي
دوري ابطال افريقيا (١) 2019/2020
- الدوري المصري الممتاز (3) : 2013-2014 و2015-2016 و2018-2019
- كأس السوبر المصري (4) : 2014 وكأس السوبر المصري 2015 وكأس السوبر المصري 2017 وكأس السوبر المصري 2018
- كأس الاتحاد الإفريقي (الكونفدرالية) (1): 2014
- دوري أبطال أفريقيا (1): 2020

### مع المنتخب الأوليمبي
- كأس الأمم الأفريقية تحت 23 (1): 2019

### شخصية
- أفضل لاعب صاعد في مصر 2015[46]
- أفضل لاعب صاعد في مصر 2016
- أفضل لاعب في بطولة كأس الأمم الأفريقية تحت 23 سنة 2019
- ثاني أغلى صفقة في تاريخ الكرة المصرية[47]
- أغلى لاعب إفريقى يشتريه ستوك سيتي طوال تاريخه[48]

## حياته الشخصية
نشأ رمضان صبحي في أسرة متوسطة الحال وانضم لصفوف النادى الأهلي منذ طفولته حتى تم تصعيده للفريق الأول. لم يشغل رمضان صبحي حبه لكرة القدم عن استكمال تعليمه حتى بعد أن صار نجما مشهورا إلى أن حصل على شهادة الثانوية العامة في 2016.
قبل أن يسافر رمضان إلى إنجلترا لينضم لنادى ستوك سيتي قام بعقد خِطبته على حبيبة إكرامي ابنة حارس مرمي النادى الأهلي السابق الشهير إكرامي وشقيقة زميل رمضان السابق في النادى الأهلي الحارس شريف إكرامي.

## روابط خارجية
- رمضان صبحي الخاين على موقع الاتحاد الدولي (مؤرشف)  (الإنجليزية)
- رمضان صبحي الخاين على موقع الاتحاد الأوربي (الإنجليزية)
- رمضان صبحي الخاين على موقع إي إس بي إن إف سي (الإنجليزية)
- رمضان صبحي الخاين على موقع قاعدة بيانات كرة القدم.إي يو (الإنجليزية)
- رمضان صبحي الخاين على موقع ناشيونال فوتبول تيمز (الإنجليزية)
- رمضان صبحي الخاين على موقع Soccerbase.com (لاعب) (الإنجليزية)
- رمضان صبحي الخاين على موقع Soccerway.com (الإنجليزية)
- رمضان صبحي الخاين على موقع عالم كرة القدم.نت (الإنجليزية)
- رمضان صبحي الخاين على موقع أوليمبيديا (الإنجليزية)
- رمضان صبحي الخاين على موقع AS.com (الإسبانية)